# 石城镇 (凤城市)
石城镇，是中华人民共和国辽宁省丹东市凤城市下辖的一个乡镇级行政单位。

## 名称由来
石城原名石头城。明代新安堡城墙均为大块石头所筑，故称石头城，后逐渐演变为石城至今。

## 自然地理
石城镇东与宽甸满族自治县接壤，南与东汤、大堡两镇毗邻，西与大兴镇一岭之隔，北与爱阳镇相连。
石城镇属辽东山区，气候适宜，雨量充沛，年降雨量为800-1200毫米，无霜区140天，年平均气温5°C。
爱河在石城镇境内河道长度为42公里。

## 人口面积
全镇总人口22359人，共7562户，其中农业人口20694人，农业劳动力11621人。
全镇南北长32公里，东西宽12.8公里，总面积409.37平方公里。

## 名胜古迹

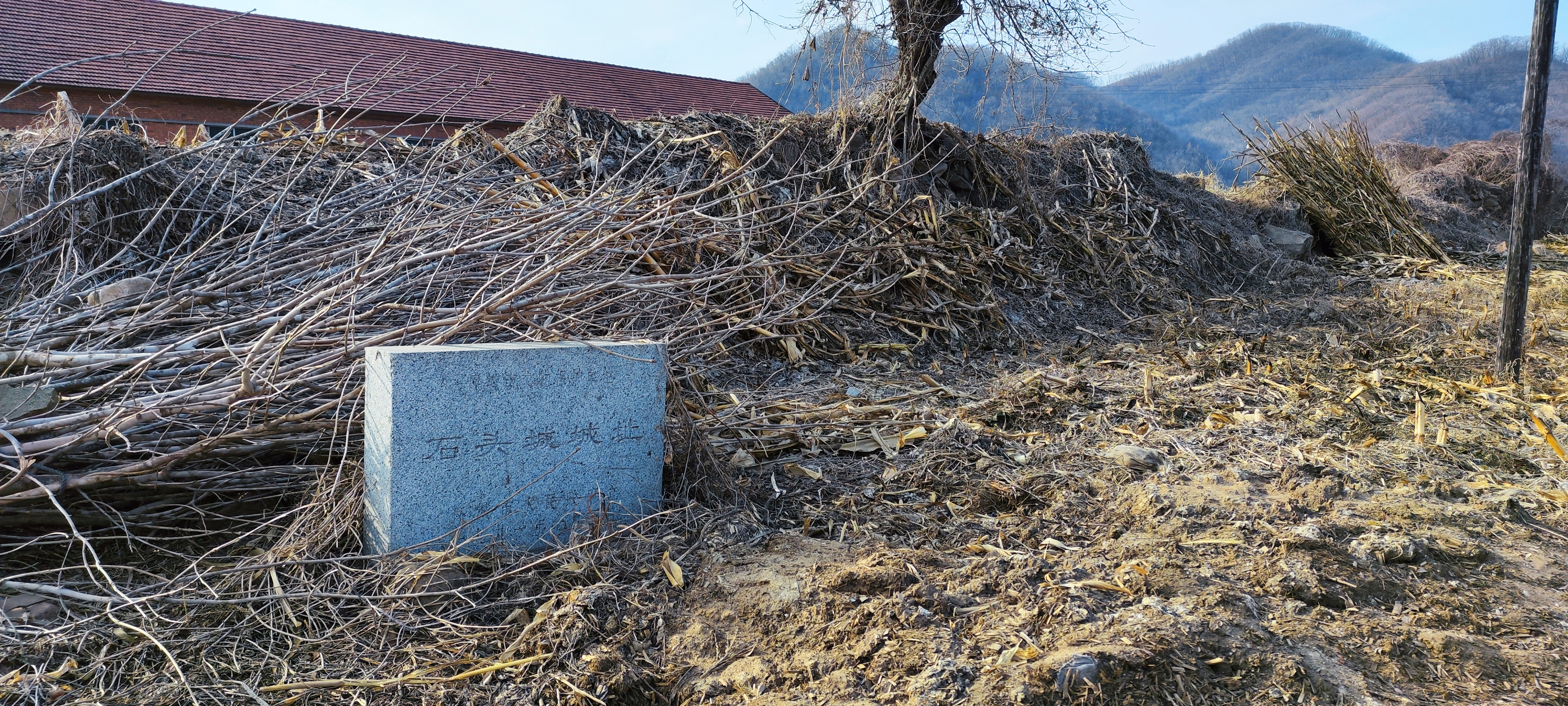
明代石头城遗址

石城街后堡子（今石城村）至今仍留有明代石头城遗址。

## 行政区划
石城镇下辖以下地区：
石城村、荣家村、石家村、西隈子村、依家村、孟家村、太阳村、铁佛村、车头村和康家村。